# Alobrogi

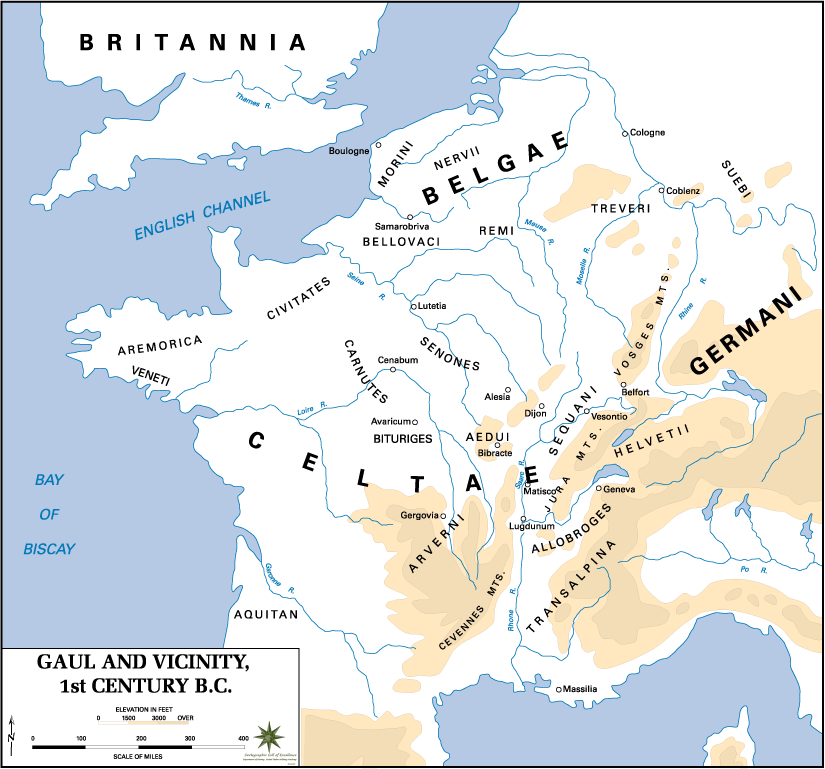
Hartă a Galiei în sec. I î. Hr., arătând teritoriul locuit de alobrogi

Alobrogii (Allobriges în limba greacă, sau Allobroges în limba latină) erau un trib din Galia care a trăit între Alpi, lacul Geneva și valea Rhonului.

## Etimologie
Nu e ușor să se determine originea numelui. Sunt multe posibilități: Louis Moreri explică că termenul Allobroges sau Allobriges poate fi tăiat în 2 părți: Potrivit unor istorici, vine din greacă Άγοì (Agoi), cuvânt a căror semnificația este indrăzneț, intrepid, curajos, și din limba celtică Brig, care înseamnă popor, națiune. Potrivit istoricilor alți, vine din greacă Άλλ(oς) (Allos) sau Άλλ(oì) (Alloi) , alt, alții, și din celtică Broga, care înseamnă țară. Alobrogii sunt "națiunea curajoasă" sau locuitorii din "altă țăra". Xavier Delamarre, un specialist francez în studii lingvistice, subscrie explicația urmă precizănd că, potrivit lui, Άλλ(oì) (Alloi) are sensul de exilați. El, prezintă Alobrogi ca poporul venit din altă țară.

## Istorie
Alobrogii descris de autori antici: 

În Istorii, Polybius este primul autor care menționează acest popor. Explică că, în 218 î. Hr. (începutul celui de-al doilea război punic), Hannibal a întâlnit Alobrigii înainte de a traversa Alpii: Hannibal «trecu peste râul Rhone la o distanță de patru zile de mers, în amonte gura pe Marea Mediterană. Apoi, merse în amonte de râul pe malul stâng, și ajunse în a patra zi într-o țară numită "Insula" datorită locației sale [...]. Locuitorii din această țară erau împărțiți între cei doi frați. Hannibal având ținut partea cu cel mai mare, acest prinț procură din belșug proviziile pentru armata cartagineză și distribui soldaților arme noi, și îmbrăcăminte și încălțăminte pentru să fi fost pregătiți pentru a trece peste munții. În sfârșit, și această ajutare fuse cea mai mare, el și trupele sale constituiră garda în spate a Cartaginezilor, care se temeau fiind atacați în timpul trecerii lor prin teritoriul galilor numiți Alobrogi.[...] În măsura în care umblaseră pe câmpia, șefii diferiți ai alobrogilor, temându-se cavaleria cartagineză și barbarii care-o escortau, ținuseră la distanță. Dar când armata cartagineză înaintă în pasaje dificile, acești șefi aceiași, [...] luară poziție pe drumul pe care Hannibal trebuiea să se deplaseze. Încercară să oprească marșul său. Forțat să lupte, Hannibal triumfă în cele din urmă. Cea mai mare parte Alobrogilor fuse distrusă iar restul se înapoie în casele lor în dezordine. » Polybius, Istorii (150 î. Hr.), Vol.III, 49.

Titus Livius evocă de asemenă acest același episod. Scrie că colibe Alobrogilor sunt fără formă, în vârful stâncilor. Caii și vitele sunt paralizați din cauza frigului. Bărbatii par salbătici și hidoși. Natura e amorțită de gheață. Alobrogi care trăiesc în munți par avea vieți grele. Cu toată siguranța, Titus-Livius consideră Alobrogii ca un exemplu de popor barbar.

Înainte de cucerirea romană (Secolele ale III-ea și II-ea î. Hr.):

Acest popor s-a stabilit în secolul a III-lea î.Hr. în Galia.
Perioada romană (După secolul al II-ea î. Hr.):

În 121 î.Hr., generalul roman Fabius Maximus cucerește țara Alobrogilor. Romanii construiesc mai multe orașe ca Vienna (Vienne, Isère).